# Walter Fischer (Organist)
Walter Fischer (* 10. Juli 1872 in Saybusch, Galizien; † 17. Juli 1931 in Sülzhayn) war ein deutscher Organist und Hochschullehrer.

## Leben
Er war der Sohn eines Volksschullehrers aus Galizien. Nach dem Schulbesuch ging er von 1894 bis 1896 zum Musikstudium an das Königliche Akademische Institut für Kirchenmusik nach Berlin. Im Jahre 1900 erhielt er seine erste Anstellung als Organist an der neuen Garnisonkirche in Berlin. 1906 wechselte er an die Kaiser-Wilhelm-Gedächtniskirche, wo er begann, Konzerte mit namhaften Solisten der damaligen Zeit zu geben, die ihn weltweit bekannt machten. Gleichzeitig lehrte er Orgelspiel an der Hochschule für Musik und am Stern’schen Konservatorium. 1916 wurde er als Nachfolger von Bernhard Heinrich Irrgang Organist am Berliner Dom.
Walter Fischer starb im Alter von 59 Jahren in einem Sanatorium im Harz, wo er aufgrund seines angeschlagenen Gesundheitszustandes längere Zeit zur Kur weilte. Die Trauerfeier fand am 22. Juli im Krematorium Wilmersdorf statt; die Urne wurde anschließend auf dem Wilmersdorfer Waldfriedhof in Stahnsdorf bei Berlin beigesetzt. Die Grabstätte ist nicht erhalten.
Fischer war seit 1904 Mitglied der Berliner Freimaurerloge Friedrich Wilhelm zur Morgenröthe.